# Nashornkalvane
Die Nashornkalvane (norwegisch für Nashornkälber) sind Felsvorsprünge im ostantarktischen Königin-Maud-Land. Sie ragen 3 km nördlich des Nashornet auf der Südseite des Viddalen auf.
Norwegische Kartographen, die sie auch benannten, kartierten sie anhand von Vermessungen und Luftaufnahmen der Norwegisch-Britisch-Schwedischen Antarktisexpedition (1949–1952) und Luftaufnahmen, die zwischen 1958 und 1959 bei der Dritten Norwegischen Antarktisexpedition (1956–1960) entstanden.